# Ichneumon segmentosus
Ichneumon segmentosus là một loài tò vò trong họ Ichneumonidae.